# ジェノヴァ語
ジェノヴァ語（伊:genovese、現地語:zeneize）とは、北イタリアのジェノヴァ（リグーリア州の州都）地域で話されているリグリア語の主要方言である。
リグリア語は、ロマンス諸語の分枝であり正式言語としてエスノローグに掲載されており、古代リグリア語と間違えてはならない。ロンバルド語、ピエモンテ語、その周辺地域の言語と同様、ガロ・イタリア語である。
ジェノヴァ語が消滅することは当面ない。残っている話者の大半は高齢者であるが、多くの若者もまだその言語を話している。そのうえ、キアーヴァリの「O Castello」やジェノヴァの「Compagna」のように、この言語を生かし続けようと活動する団体もいくつか存在する。
13世紀以降、ジェノヴァ語で文学が作られているが、その綴りが完全に正規化されたことはない。しかし2008年以降、Académia Ligùstica do Brénnoによる公式の正書法があり、ポルトリア地域の市民活動に基づく筆記の整理が試みられている。それらの規則（ここで見られる）は、全てのリグリア語を書くのに有用である。 
ジェノヴァ語の音韻論には、フランス語との類似点がいくつかある。1つは、鼻音の前にある重い鼻母音（VN(C)の順に）である。それはまた、ジェノヴァ住民が標準イタリア語を話すときにも発生する。以前は、歯茎ふるえ音/r/と対立する、英語にみられるような歯茎接近音/ɹ/があった（18世紀の綴りを使うと、caro [ˈkaːɹu] （親愛なる）とcarro [ˈkaːru]（荷車)）が、もはや都市部では聞かれない。カリッツァーノやサッセッロといったリグーリア州の一部農村地域ではまだ残存しているところがある。今日、圧倒的に多いタイプの /r/  は、歯茎はじき音[ɾ]（標準イタリア語の強勢のない /r/ と同一またはほぼ同じ）である。ジェノヴァ語にはいくつかの地域アクセントがあり、ジェノバ東部Nervi、Quinto、Quartoのアクセント、西部Voltri、Prà、Pegli、Sestriのアクセント、中央部Polcevera Valley、ビサーニョのアクセントに分かれる。
モナコ語の変種として、ジェノヴァ語はモナコ公国の学校で公的に教えられており、少数住民が話しているほか、モナコ大公のグリマルディ家がリグーリアから始まっていることから、多くの現地住民が共通の第二言語として使用している。モナコ＝ヴィルでは、フランス語とモナコ語双方の標識が印刷されている。 
ジェノヴァ語はまた、ジブラルタルの現地語ラニート語に影響を与えている。

## 早口言葉
- Mi sò asæ s'a sâ a sä asæ pe sâ a säsissa.= 私はこの塩がソーセージの塩分に充分であるか否か見当がつかない。
- Sciâ scîe scignôa, sciando Sciâ xêua in scî scî. = スキー、夫人、スキーで空高く飛んでいる。
- A-o mêu nêuo gh'é nêue nâe nêue; a ciù nêua de nêue nâe nêue a n'êu anâ. = 新しい埠頭に9つの新しい船がある。 9つの新しい船のうち最新のものが出航したがらない。
- Gi'àngiai g'han gi'oggi gi'uegge gi'unge cume gi'atri? =天使たちは皆のように目、耳、そして（指）爪を持っているの？

## 表現
- Son zeneize, rîzo ræo. =私はジェノヴァ人で、滅多に笑わない。
- 子供の愚痴: Ò famme. =僕お腹すいた。
- 母親が応じて: Gràttite e zenogge e fatte e lasagne. =膝を掻いてラザニアを作る。
- Chi vêu vîve da bon crestiàn, da-i begghìn o stagghe lontàn. =良いキリスト教徒として生きたいのなら、敬虔なふりをする人から遠ざかりなさい。
- No se peu sciusciâ e sciorbî . = 吸うと吐くは同時にできない。（同時に矛盾する2つのことはできない。）
- Belìn! = 「ワオ！」または「くそッ！（とても非公式）」（文字通りだとこの語は「陰茎」を意味するが、今はその卑猥な意味が失われ、様々な表現を強める強意語（英語版）として使われている。）

## 音韻論
ジェノヴァ語には、8個の母音、20個の子音、3個の半母音がある。
8個の母音
- /a/ barba /ˈbarba/ (おじ, パン)
- /e/ tésta /ˈtesta/ (頭)
- /ɛ/ægoa /ˈɛɡwa/ (水)
- /i/ bibin /biˈbiŋ/ (七面鳥)
- /o/ cöse /ˈkoːse/ (何?)
- /ø/anchêu /anˈkøː/ (今日)
- /u/ comme /ˈkumme/ (どんな?)
- /y/ fugassa /fyˈɡassa/ (フォカッチャ、イタリアのパンの一種)